# دالاس شميت
دالاس شميت هو سياسي كندي، ولد في 9 أغسطس 1922 في وتاسكوين في كندا، وتوفي في 22 نوفمبر 2007. حزبياً، نشط في الرابطة التقدمية المحافظة في ألبرتا ‏. وقد انتخب عضو الجمعية التشريعية ألبرتا.